# Liga Nacional de Baloncesto Profesional Femenil 2025
La Temporada 2025 de la LNBPF será la cuarta edición de la Liga Nacional de Baloncesto Profesional Femenil en la que serán 8 los equipos femeniles que participen, 1 menos que la temporada pasada ya que Halcones de Xalapa, Rojas de Veracruz y Santas del Potosí no participarán en la temporada 2025, pero se contará con el regreso de Astros de Jalisco. Se integra además para esta temporada las El Calor de Cancún.
Así, la fase regular comenzará el 2 de mayo y terminará el 7 de junio. La postemporada se jugará del 10 de junio al 2 de julio (los ocho clubes clasificarán); las semifinales de zona (10-11)(14) de junio, las finales de zona (17-18)(21) de junio y la gran final (24-25)(28-29) de junio, (2) de julio.
El 9 de abril, mediante un comunicado de la LNBP, se informa que el equipo Astros de Jalisco Femenil no participará en la Temporada 2025, debido a compromisos previamente pactados por la Arena Astros que coinciden con las fechas programadas para el torneo femenil.
En el mismo comunicado, se anuncia la incorporación de las Rojas de Veracruz, quienes competirán en la Liga Caliente.mx LNBP Femenil.

## Equipos
| Liga Nacional de Baloncesto Profesional de México 2025 |                        |                      |               |                                      |           |
| Equipo                                                 | Entrenador             | Ciudad               | Miembro desde | Pabellón                             | Capacidad |
| Abejas de León                                         | Ángel Fernández        | León, GTO            | 2022          | Domo de la Feria                     | 4,463     |
| Adelitas de Chihuahua                                  | Miguel López           | Chihuahua, CHIH      | 2022          | Gimnasio Manuel Bernardo Aguirre     | 9,600     |
| El Calor de Cancún                                     | José Pidal             | Cancún, Q ROO        | 2025          | Poliforum Cancún                     | 4,800     |
| Correcaminos de la UAT Victoria                        | Luis García            | Ciudad Victoria, TAM | 2023          | Gimnasio Multidisciplinario Victoria | 2,600     |
| Freseras de Irapuato                                   | Christopher Gutiérrez  | Irapuato, GTO        | 2023          | Inforum Irapuato                     | 3,000     |
| Fuerza Regia de Monterrey                              | Carlos Alonso          | Monterrey, NL        | 2022          | Gimnasio Nuevo León Unido            | 5,000     |
| Panteras de Aguascalientes                             | José Antonio Santaella | Aguascalientes, AGS  | 2022          | Auditorio Hermanos Carreón           | 3,000     |
| Rojas de Veracruz                                      | Oscar Castellanos      | Veracruz, VER        | 2023          | Auditorio Benito Juárez              | 4,000     |

## Temporada 2025

### Resultados
| Rojas de Veracruz          | 56-82  | El Calor de Cancún              | Auditorio Benito Juárez    | 2 de mayo | 20:00 |
| Freseras de Irapuato       | 84-60  | Correcaminos de la UAT Victoria | Inforum Irapuato           | 2 de mayo | 20:00 |
| Abejas de León             | 54-76  | Adelitas de Chihuahua           | Domo de la Feria           | 2 de mayo | 20:00 |
| Panteras de Aguascalientes | 103-87 | Fuerza Regia de Monterrey       | Auditorio Hermanos Carreón | 2 de mayo | 20:30 |
| Rojas de Veracruz          | 56-65  | El Calor de Cancún              | Auditorio Benito Juárez    | 3 de mayo | 18:00 |
| Freseras de Irapuato       | 90-78  | Correcaminos de la UAT Victoria | Inforum Irapuato           | 3 de mayo | 20:00 |
| Abejas de León             | 49-83  | Adelitas de Chihuahua           | Domo de la Feria           | 3 de mayo | 20:00 |
| Panteras de Aguascalientes | 94-76  | Fuerza Regia de Monterrey       | Auditorio Hermanos Carreón | 3 de mayo | 20:30 |

| Correcaminos de la UAT Victoria | 73-76  | Abejas de León             | Gimnasio Multidisciplinario Victoria | 7 de mayo | 19:15 |
| El Calor de Cancún              | 82-75  | Fuerza Regia de Monterrey  | Poliforum Cancún                     | 7 de mayo | 19:15 |
| Rojas de Veracruz               | 68-64  | Freseras de Irapuato       | Auditorio Benito Juárez              | 7 de mayo | 20:00 |
| Adelitas de Chihuahua           | 89-73  | Panteras de Aguascalientes | Gimnasio Manuel Bernardo Aguirre     | 7 de mayo | 20:00 |
| Correcaminos de la UAT Victoria | 90-56  | Abejas de León             | Gimnasio Multidisciplinario Victoria | 8 de mayo | 19:15 |
| El Calor de Cancún              | 93-102 | Fuerza Regia de Monterrey  | Poliforum Cancún                     | 8 de mayo | 19:15 |
| Rojas de Veracruz               | 57-76  | Freseras de Irapuato       | Auditorio Benito Juárez              | 8 de mayo | 20:00 |
| Adelitas de Chihuahua           | 73-67  | Panteras de Aguascalientes | Gimnasio Manuel Bernardo Aguirre     | 8 de mayo | 20:00 |

| Fuerza Regia de Monterrey  | 59-84  | Adelitas de Chihuahua           | Gimnasio Nuevo León Unido  | 11 de mayo | 16:15 |
| Freseras de Irapuato       | 75-107 | El Calor de Cancún              | Inforum Irapuato           | 12 de mayo | 20:00 |
| Abejas de León             | 63-66  | Rojas de Veracruz               | Domo de la Feria           | 12 de mayo | 20:00 |
| Fuerza Regia de Monterrey  | 76-85  | Adelitas de Chihuahua           | Gimnasio Nuevo León Unido  | 12 de mayo | 20:15 |
| Panteras de Aguascalientes | 133-46 | Correcaminos de la UAT Victoria | Auditorio Hermanos Carreón | 12 de mayo | 20:30 |
| Freseras de Irapuato       | 97-93  | El Calor de Cancún              | Inforum Irapuato           | 13 de mayo | 20:00 |
| Abejas de León             | 73-82  | Rojas de Veracruz               | Domo de la Feria           | 13 de mayo | 20:00 |
| Panteras de Aguascalientes | 106-75 | Correcaminos de la UAT Victoria | Auditorio Hermanos Carreón | 13 de mayo | 20:30 |

| Rojas de Veracruz               | 53-85  | Panteras de Aguascalientes | Auditorio Benito Juárez              | 17 de mayo | 18:00 |
| Correcaminos de la UAT Victoria | 60-74  | Fuerza Regia de Monterrey  | Gimnasio Multidisciplinario Victoria | 17 de mayo | 19:15 |
| El Calor de Cancún              | 60-82  | Adelitas de Chihuahua      | Poliforum Cancún                     | 17 de mayo | 19:15 |
| Freseras de Irapuato            | 100-69 | Abejas de León             | Inforum Irapuato                     | 17 de mayo | 20:00 |
| Rojas de Veracruz               | 61-91  | Panteras de Aguascalientes | Auditorio Benito Juárez              | 18 de mayo | 18:00 |
| Freseras de Irapuato            | 100-74 | Abejas de León             | Inforum Irapuato                     | 18 de mayo | 18:00 |
| Correcaminos de la UAT Victoria | 78-79  | Fuerza Regia de Monterrey  | Gimnasio Multidisciplinario Victoria | 18 de mayo | 18:15 |
| El Calor de Cancún              | 65-73  | Adelitas de Chihuahua      | Poliforum Cancún                     | 18 de mayo | 19:15 |

| Abejas de León             | 64-109 | El Calor de Cancún              | Domo de la Feria                 | 21 de mayo | 20:00 |
| Adelitas de Chihuahua      | 91-67  | Correcaminos de la UAT Victoria | Gimnasio Manuel Bernardo Aguirre | 22 de mayo | 20:00 |
| Abejas de León             | 67-109 | El Calor de Cancún              | Domo de la Feria                 | 22 de mayo | 20:00 |
| Fuerza Regia de Monterrey  | 95-72  | Rojas de Veracruz               | Gimnasio Nuevo León Unido        | 22 de mayo | 20:15 |
| Adelitas de Chihuahua      | 85-60  | Correcaminos de la UAT Victoria | Gimnasio Manuel Bernardo Aguirre | 23 de mayo | 20:00 |
| Fuerza Regia de Monterrey  | 99-61  | Rojas de Veracruz               | Gimnasio Nuevo León Unido        | 23 de mayo | 20:15 |
| Panteras de Aguascalientes | 107-71 | Freseras de Irapuato            | Auditorio Hermanos Carreón       | 23 de mayo | 20:30 |
| Panteras de Aguascalientes | 105-93 | Freseras de Irapuato            | Auditorio Hermanos Carreón       | 24 de mayo | 20:30 |

| El Calor de Cancún   | 93-64  | Correcaminos de la UAT Victoria | Poliforum Cancún        | 27 de mayo | 19:15 |
| Rojas de Veracruz    | 69-87  | Adelitas de Chihuahua           | Auditorio Benito Juárez | 27 de mayo | 20:00 |
| Freseras de Irapuato | 80-96  | Fuerza Regia de Monterrey       | Inforum Irapuato        | 27 de mayo | 20:00 |
| Abejas de León       | 71-97  | Panteras de Aguascalientes      | Domo de la Feria        | 27 de mayo | 20:00 |
| El Calor de Cancún   | 71-81  | Correcaminos de la UAT Victoria | Poliforum Cancún        | 28 de mayo | 19:15 |
| Rojas de Veracruz    | 58-78  | Adelitas de Chihuahua           | Auditorio Benito Juárez | 28 de mayo | 20:00 |
| Freseras de Irapuato | 84-92  | Fuerza Regia de Monterrey       | Inforum Irapuato        | 28 de mayo | 20:00 |
| Abejas de León       | 72-106 | Panteras de Aguascalientes      | Domo de la Feria        | 28 de mayo | 20:00 |

| Fuerza Regia de Monterrey       | 90-67 | Abejas de León       | Gimnasio Nuevo León Unido            | 31 de mayo | 16:15 |
| Adelitas de Chihuahua           | 80-94 | Freseras de Irapuato | Gimnasio Manuel Bernardo Aguirre     | 1 de junio | 16:00 |
| Fuerza Regia de Monterrey       | 97-52 | Abejas de León       | Gimnasio Nuevo León Unido            | 1 de junio | 16:15 |
| Correcaminos de la UAT Victoria | 92-53 | Rojas de Veracruz    | Gimnasio Multidisciplinario Victoria | 1 de junio | 18:15 |
| Panteras de Aguascalientes      | 87-83 | El Calor de Cancún   | Auditorio Hermanos Carreón           | 1 de junio | 19:00 |
| Correcaminos de la UAT Victoria | 98-67 | Rojas de Veracruz    | Gimnasio Multidisciplinario Victoria | 2 de junio | 19:15 |
| Adelitas de Chihuahua           | 78-65 | Freseras de Irapuato | Gimnasio Manuel Bernardo Aguirre     | 2 de junio | 20:00 |
| Panteras de Aguascalientes      | 99-79 | El Calor de Cancún   | Auditorio Hermanos Carreón           | 2 de junio | 20:30 |

| Correcaminos de la UAT Victoria | 81-78  | Freseras de Irapuato       | Gimnasio Multidisciplinario Victoria | 6 de junio | 19:15 |
| El Calor de Cancún              | 116-70 | Rojas de Veracruz          | Poliforum Cancún                     | 6 de junio | 19:15 |
| Adelitas de Chihuahua           | 81-54  | Abejas de León             | Gimnasio Manuel Bernardo Aguirre     | 6 de junio | 20:00 |
| Fuerza Regia de Monterrey       | 91-87  | Panteras de Aguascalientes | Gimnasio Nuevo León Unido            | 6 de junio | 20:15 |
| Fuerza Regia de Monterrey       | 74-70  | Panteras de Aguascalientes | Gimnasio Nuevo León Unido            | 7 de junio | 16:15 |
| El Calor de Cancún              | 98-73  | Rojas de Veracruz          | Poliforum Cancún                     | 7 de junio | 19:15 |
| Adelitas de Chihuahua           | 106-49 | Abejas de León             | Gimnasio Manuel Bernardo Aguirre     | 7 de junio | 20:00 |
| Correcaminos de la UAT Victoria | 75-72  | Freseras de Irapuato       | Gimnasio Multidisciplinario Victoria | 7 de junio | 20:00 |